# دوژینه
دوژینه (به صربی: Dužine) یک منطقهٔ مسکونی در صربستان است که در Plandište municipality واقع شده‌است. دوژینه ۲۱۹ نفر جمعیت دارد و ۷۴ متر بالاتر از سطح دریا واقع شده‌است.